# Chautauqua (Nueva York)
Chautauqua es un pueblo ubicado en el condado de Chautauqua en el estado estadounidense de Nueva York. En el año 2000 tenía una población de 4.666 habitantes y una densidad poblacional de 26.8 personas por km².

## Geografía
Chautauqua se encuentra ubicado en las coordenadas 42°13′34″N 79°29′2″O / 42.22611, -79.48389.

## Demografía
Según la Oficina del Censo en 2000 los ingresos medios por hogar en la localidad eran de $36,379, y los ingresos medios por familia eran $41,923. Los hombres tenían unos ingresos medios de $30,767 frente a los $23,561 para las mujeres. La renta per cápita para la localidad era de $19,003. Alrededor del 12.0% de la población estaban por debajo del umbral de pobreza.